# Alan Lomax

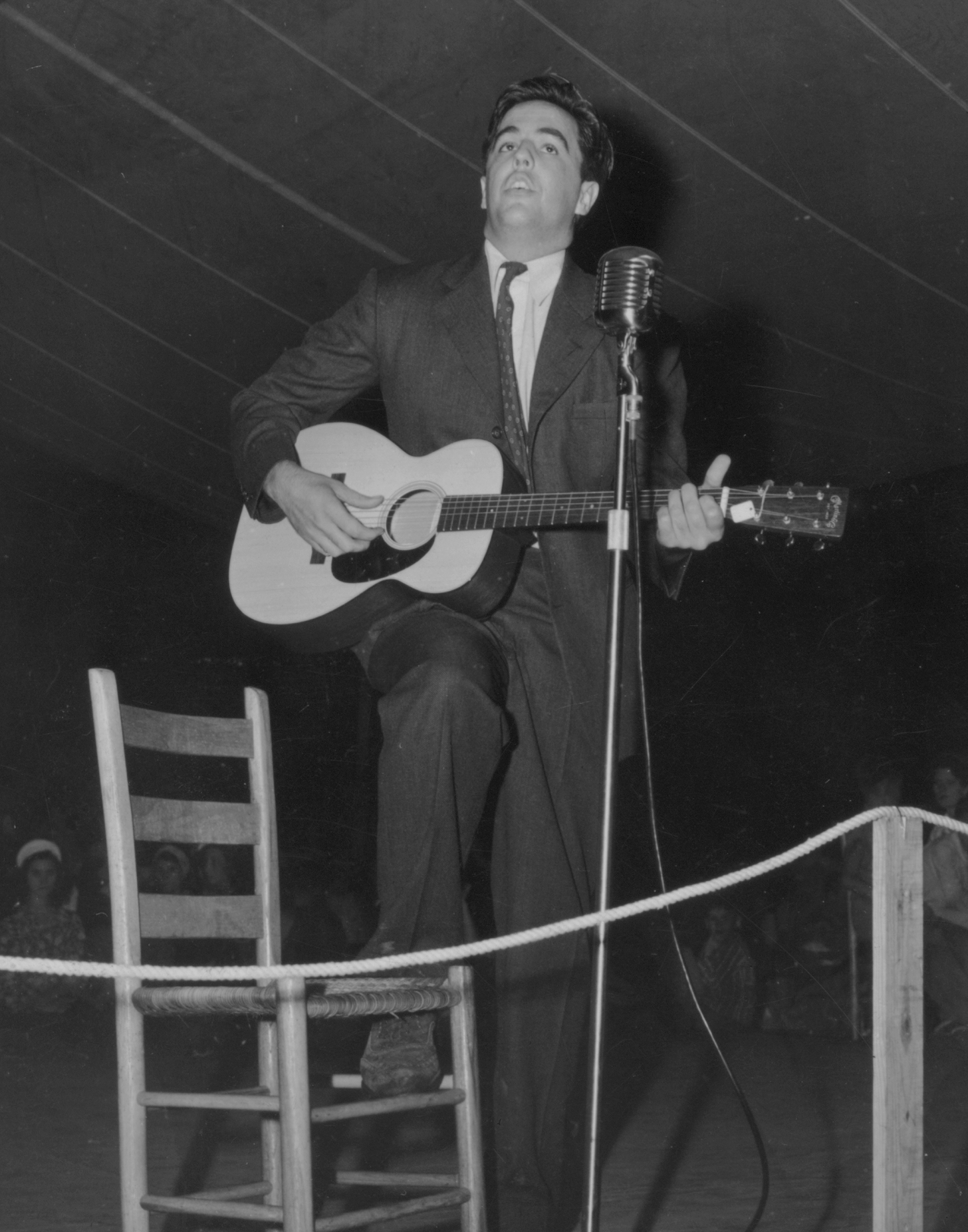
Alan Lomax

Alan Lomax (* 31. Januar 1915 in Austin, Texas; † 19. Juli 2002 in Safety Harbor, Florida) war ein US-amerikanischer Folklore- und Musikforscher, der sich auf die frühe Musik der Vereinigten Staaten und ihre Wurzeln spezialisiert hatte. Er war der Sohn des Musikforschers John Lomax, bei dem er seine Karriere begann.

## Biographie
Lomax hatte einen Abschluss in Philosophie an der University of Texas in Austin. Der Musikethnologe arbeitete für ein Projekt der Library of Congress über mündlich überlieferte Geschichte.
Seine Tonaufnahmen gelten als Schätze der amerikanischen und internationalen Kultur. Seine Karriere widmete Lomax vollständig dem Sammeln volkstümlicher Musik überall auf der Welt, insbesondere aber im Süden der Vereinigten Staaten.
Lomax nahm auch während seiner „recording trips“ Interviews von grundlegender Bedeutung auf, vor allem mit bedeutenden Musikern wie Woody Guthrie, Leadbelly, Jelly Roll Morton, Jeannie Robertson und Muddy Waters. 2003 erhielt er posthum einen Grammy Trustees Award für sein Lebenswerk.
In der Bob-Dylan-Filmografie Like A Complete Unknown (A Complete Unknown, 2024) wird er von Norbert Leo Butz dargestellt.

## Werke
- American ballads and folk songs. Mit John Avery Lomax. Macmillan, New York 1934
- Negro Folk Songs as Sung by Lead Belly. Mit John A. Lomax. MacMillan, New York 1936
- American Folksong and Folklore: A Regional Bibliography. Mit Sidney Robertson Cowell. Progressive Education Association, New York 1942.
- Check-list of Recorded Songs in the English Language in the Archive of American Folk Song in July 1940. Music Division, Library of Congress, Washington, D.C. 1942
- Our Singing Country: Folk Songs and Ballads. Mit John A. Lomax und Ruth Crawford Seeger. MacMillan, New York 1941
- Freedom Songs of the United Nations. Mit Svatava Jakobson. Office of War Information, Washington, D.C. 1943
- "Blues in the Mississippi Night" New York City 1947 Hrsg. United Artists 1959 mit Big Bill Broonzy, Memphis Slim und Sonny Boy Williamson
- Mister Jelly Roll: The Fortunes of Jelly Roll Morton, New Orleans Creole and "Inventor of Jazz". Zeichnungen von David Stone Martin. Duell, Sloan and Pierce, New York 1950
- The Rainbow Sign. Duell, Sloan and Pierce, New York 1959
- Leadbelly: A Collection of World Famous Songs by Huddie Ledbetter. Hrsg. mit John A. Lomax und Hally Wood (Special note on Leadbelly's 12-string guitar by Pete Seeger) Folkways Music Publishers Company, New York 1959
- Folk Songs of North America. (Melodies and guitar chords transcribed by Peggy Seeger) Doubleday, New York 1960
- The Leadbelly Songbook. Hrsg. von Moses Asch und Alan Lomax (Musical transcriptions by Jerry Silverman) Oak Publications, New York 1962
- Folk Song Style and Culture. With contributions by Conrad Arensberg, Edwin E. Erickson, Victor Grauer, Norman Berkowitz, Irmgard Bartenieff, Forrestine Paulay, Joan Halifax, Barbara Ayres, Norman N. Markel, Roswell Rudd, Monika Vizedom, Fred Peng, Roger Wescott, David Brown. Washington, D.C.: Colonial Press Inc, American Association for the Advancement of Science, Publication no. 88, 1968
- 3000 Years of Black Poetry. Hrsg. Alan Lomax und Raoul Abdul. Dodd Mead Company, New York 1969
- Cantometrics: An Approach to the Anthropology of Music: Audiocassettes and a Handbook. University of California Media Extension Center, Berkeley 1976
- The Land Where the Blues Began. Pantheon, New York 1993
- Brown Girl in the Ring: An Anthology of Song Games from the Eastern Caribbean Hrsg. mit  J. D. Elder und Bess Lomax Hawes. Pantheon Books, New York 1997
- Alan Lomax: Selected Writings 1934–1997. Hrsg. von  Ronald D. Cohen. Routledge, New York 2003

## Dokumentation
- Lomax – the songhunter. 90-minütige Dokumentation von Rogier Kappers, David/InAkustik, 2005